# Zezé Di Camargo & Luciano (álbum de 2000)
Zezé Di Camargo & Luciano é o décimo primeiro álbum de estúdio da dupla brasileira de música sertaneja Zezé Di Camargo & Luciano, lançado em novembro de 2000. Tem os sucessos "Antes de Voltar Pra Casa", "Dou a Vida Por Um Beijo", "Tarde Demais", "Sem Você" e "O Que é Que Eu Faço?". Recebeu uma certificação de disco de diamante pela Pro-Música Brasil e esse álbum já passa dos 1 milhão e 700 mil discos vendidos.

## Faixas
| N.º | Título                           | Compositor(es)                                                  | Duração |  |
| 1.  | "Tarde Demais" (part. Chrystian) | Chrystian                                                       | 3:39    |  |
| 2.  | "Sem Você"                       | Zezé Di Camargo                                                 | 3:55    |  |
| 3.  | "Antes de Voltar Pra Casa"       | César Augusto / Piska                                           | 4:11    |  |
| 4.  | "Dou a Vida Por Um Beijo"        | Antonio Luiz / Cecílio Nena / Lalo Prado                        | 4:33    |  |
| 5.  | "O Que é Que Eu Faço?"           | Alvaro Socci / Cláudio da Matta                                 | 3:53    |  |
| 6.  | "Demorou Demais"                 | César Augusto / Piska                                           | 4:27    |  |
| 7.  | "A Saudade é Uma Pedra"          | Tivas / Nino                                                    | 4:34    |  |
| 8.  | "Do Jeito Que a Moçada Gosta"    | Zezé Di Camargo                                                 | 3:26    |  |
| 9.  | "Você Não é Mais Assim"          | César Augusto / Piska                                           | 4:06    |  |
| 10. | "Saudade de Nós Dois"            | Zezé Di Camargo / Piska                                         | 3:58    |  |
| 11. | "Deve Ser Amor"                  | Carlos Randall / Danimar                                        | 4:29    |  |
| 12. | "Vou Levar Você"                 | Antonio Luiz / Niceas Drumont / Caixote / Juliano Vitor         | 3:38    |  |
| 13. | "Tranque a Porta e Me Beija"     | Zezé Di Camargo / Fátima Leão                                   | 4:01    |  |
| 14. | "O Bicho Vai Pegar"              | Antonio Luiz / Sérgio Pinheiro / Nildomar Dantas / Lucas Robles | 3:57    |  |
| 15. | "Ainda Sou o Mesmo Homem"        | Zezé Di Camargo / Juno                                          | 3:38    |  |

- A faixa "A Saudade é Uma Pedra" foi incluída no 18º álbum de carreira, chamado Diferente.

## Certificações
| Brasil (PMB)                              | Diamante | 2001 | 1.700.000* |
| *número de vendas baseado na certificação |          |      |            |